# Поликанов, Сергей Михайлович
Сергей Михайлович Поликанов (14 сентября 1926, Москва — 2 сентября 1994, Вайтерштадт) — физик, член-корреспондент АН СССР с 1974 года, член Московской Хельсинкской группы в июле—октябре 1978 года. Диссидент, эмигрант.

## Биография
Родился 14 сентября 1926 года в Москве.
В 1950 году окончил Московский инженерно-физический институт.
С 1950 года работал в Институте атомной энергии под руководством Г. М. Флёрова.
В 1955 году вступил в КПСС.
С 1957 года работал в Объединённом институте ядерных исследований в Дубне, в Лаборатории ядерных реакций под руководством Г. М. Флёрова.
В 1959 году получил учёную степень кандидата физико-математических наук.
В конце 1950-х — начале 1960-х годов он два года работал в Институте Нильса Бора (Копенгаген, Дания).
В 1966 году получил учёную степень доктора физико-математических наук.
С 1970 года перешёл на работу в Лаборатории ядерных проблем.
В 1974 году был избран членом-корреспондентом АН СССР по отделению ядерной физики.
Осенью 1975 года Поликанов начал оформлять документы для поездки вместе с женой и дочерью в Швейцарию в ЦЕРН (Женева) на один год.
В начале 1976 года Поликанову было заявлено, что поездка ему будет разрешена без семьи, на что он ответил, что один не поедет и в таком случае отказывается от поездки вообще.
Осенью 1977 года он направил письмо Л. И. Брежневу с просьбой разрешить ему выезд. Не получив ответа, стал апеллировать к советской и зарубежной общественности. В феврале 1978 года был исключен из КПСС.
В июле—октябре 1978 года был членом Московской Хельсинкской группы, подписал документ МХГ № 58 «Десять лет спустя», посвященный 10-летней годовщине вторжения в Чехословакию. Выступал в защиту Юрия Орлова, в сентябре 1978 года составил отчёт о судебном процессе над ним, также Александра Гинзбурга и Натана Щаранского.
В сентябре 1978 года учёный совет Лаборатории ядерных проблем ходатайствовал о лишении Поликанова степеней кандидата и доктора наук, Ленинской премии, и также об исключении его из членов-корреспондентов АН. Аналогичное предложение внесло Министерство среднего машиностроения.
6 сентября Президиум Верховного Совета СССР лишил Поликанова всех правительственных наград. В октябре 1978 года получил разрешение на выезд и эмигрировал из СССР.
Жил в Дании, Швейцарии, Германии. В 1978—1980 годах работал в Институте Нильса Бора (Копенгаген, Дания), в 1980—1982 — в CERNе (Женева, Швейцария), с 1982 года получил постоянную работу в Институте тяжёлых ионов (Дармштадт, Германия).
В 1993 году, после 15-летнего отсутствия, посетил Дубну для участия в научной конференции.
Умер в небольшом городке Грэфенхаузен (нем. Gräfenhausen) около Дармштадта 2 сентября 1994 года, похоронен на местном кладбище.

## Награды
- Орден Ленина (1966)
- Ленинская премия (1967) — за синтез и исследование трансурановых элементов
- Премия имени Тома Боннера Американского физического общества (1978, совместно с В. М. Струтинским)
- Почётный профессор факультета физики и астрономии Гейдельбергского университета
- Почётный доктор университета в Уппсале, Швеция (1988)
- Член Датской королевской академии наук

## Семья
- Жена — Александра Ивановна Поликанова (с 1956 года), работала лаборанткой в ОИЯИ (Дубна), в 1978 году вместе с мужем присоединилась к документу МХГ № 58 «Десять лет спустя».
  - Дочь — Екатерина Сергеевна Поликанова.
    - Внуки Сергей и Алексей.
- Его отец и младший брат жили в Москве.[4]